# Erichsonius cinerascens
Erichsonius cinerascens är en skalbaggsart som först beskrevs av Johann Ludwig Christian Gravenhorst 1802.  Erichsonius cinerascens ingår i släktet Erichsonius, och familjen kortvingar. Arten är reproducerande i Sverige.